# Liste des Z 11500
Cette page est une annexe de l'article « Z 11500 ».

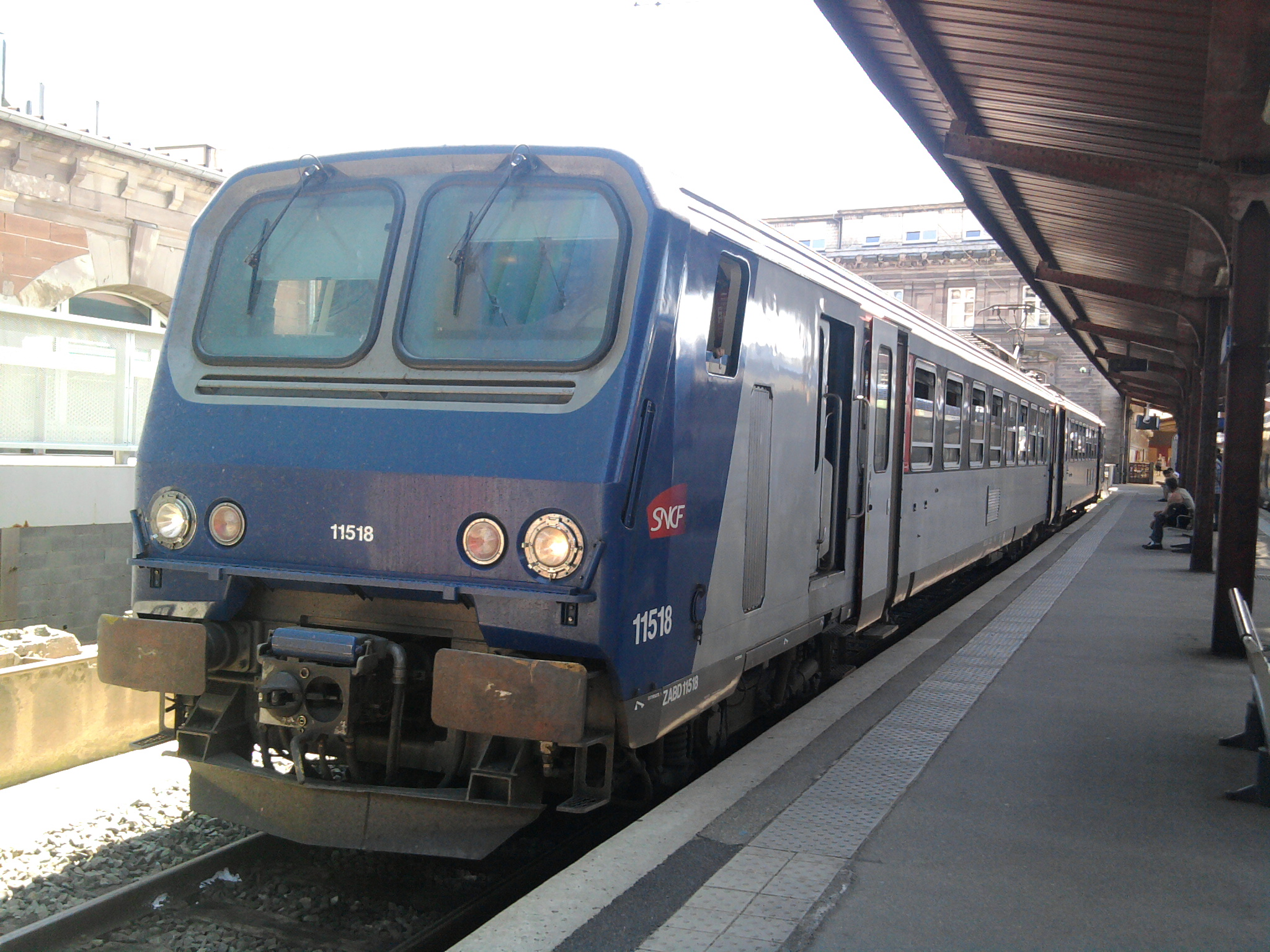
La Z 11518 à Strasbourg.

Cette liste recense les éléments du parc de Z 11500, matériel roulant de la Société nationale des chemins de fer français (SNCF).

## État du matériel
Les 13 exemplaires de Z 11500 en service au |1er janvier 2019 sont tous gérés par une seule Supervision technique de flotte (STF) : la « STF Lorraine ».
| Engin   | Mise en service   | Radiation         | Livrée | STF | Baptême (Date)                   | Région    |
| ------- | ----------------- | ----------------- | ------ | --- | -------------------------------- | --------- |
| Z 11501 | 31 mai 1987       | 12 décembre 2017  | TER    | /   | Schiltigheim (24 septembre 1988) | /         |
| Z 11502 | 31 mai 1987       |                   | TER    | SMN |                                  | Grand Est |
| Z 11503 | 31 mai 1987       | 14 décembre 2018  | TER    | /   |                                  | /         |
| Z 11504 | 17 mai 1987       |                   | TER    | SMN |                                  | Grand Est |
| Z 11505 | 31 mai 1987       | 12 décembre 2017  | TER    | /   |                                  | /         |
| Z 11506 | 17 mai 1987       | 12 décembre 2017  | TER    | /   |                                  | /         |
| Z 11507 | 31 mai 1987       |                   | TER    | SMN |                                  | Grand Est |
| Z 11508 | 31 mai 1987       |                   | TER    | SMN | Rémilly (29 août 1999)           | Grand Est |
| Z 11509 | 31 mai 1987       |                   | TER    | SMN |                                  | Grand Est |
| Z 11510 | 19 juin 1987      |                   | TER    | SMN |                                  | Grand Est |
| Z 11511 | 10 juillet 1987   |                   | TER    | SMN |                                  | Grand Est |
| Z 11512 | 23 juillet 1987   | 12 décembre 2017  | TER    | /   |                                  | /         |
| Z 11513 | 31 juillet 1987   | 29 septembre 2021 | TER    | /   |                                  | /         |
| Z 11514 | 11 septembre 1987 |                   | TER    | SMN |                                  | Grand Est |
| Z 11515 | 25 septembre 1987 | 7 août 2018       | TER    | /   |                                  | /         |
| Z 11516 | 16 octobre 1987   | 12 décembre 2017  | TER    | /   | Rémilly (Report de la 11508)     | /         |
| Z 11517 | 4 novembre 1987   |                   | TER    | SMN | Ancy-sur-Moselle (17 juin 1990)  | Grand Est |
| Z 11518 | 25 novembre 1987  |                   | TER    | SMN |                                  | Grand Est |
| Z 11519 | 11 décembre 1987  |                   | TER    | SMN |                                  | Grand Est |
| Z 11520 | 23 décembre 1987  |                   | TER    | SMN |                                  | Grand Est |
| Z 11521 | 10 février 1988   |                   | TER    | SMN | Woippy (15 octobre 1988)         | Grand Est |
| Z 11522 | 14 mars 1988      | 14 décembre 2018  | TER    | /   | Longuyon (10 octobre 1992)       | /         |

- Z 11513 : Radiée à la suite d'une collision avec un poids lourd au passage à niveau entre Varangéville (Meurthe-et-Moselle) et Laneuveville-devant-Nancy (Meurthe-et-Moselle) le 29 septembre 2021. La motrice non accidentée a été fusionnée avec la motrice de la Z11511 avec tampon.